# Johannes Marquart
Johannes Anton Marquart (* 27. September 1909 in Erolzheim, † nach 1947) war ein deutscher Versicherungsmathematiker und Kryptologe. Während des Zweiten Weltkriegs arbeitete er in kryptanalytischen Gruppen des Oberkommandos des Heeres (OKH) und ab 1944 in der Dienststelle des Generals der Nachrichtenaufklärung (GdNA).

## Leben
Nach der Schulausbildung an der Oberrealschule in Erolzheim studierte er an den Universitäten in Tübingen, München, Wien und Frankfurt am Main. Dort wurde ihm 1932 der akademische Grad eines Diplom-Mathematikers verliehen. Anschließend arbeitete er als Versicherungsmathematiker, bevor er im Jahr 1940 in die Nachrichtentruppe des Heeres einberufen wurde.
Er wurde als ziviler Angestellter der Inspektion 7 Gruppe IV des OKHs zugeteilt (OKH/In 7/IV). Ein Jahr später, 1941, wurde er in die Gruppe VI versetzt (OKH/In 7/VI). Nun in der Funktion eines „Sonderführers (Z)“, bekam er die Aufgabe, Lehrgänge über elementare Kryptanalyse abzuhalten. Dies machte er bis 1944, als er zum Regierungsbaurat ernannt wurde und innerhalb der im Oktober 1944 neugeschaffenen Dienststelle des GdNA mit der Leitung des Referats 1a „Handschlüssel“ der Gruppe IV „Kryptanalyse“ beauftragt wurde. Das Referat 1a/IV befasste sich einerseits mit der Überprüfung und Wahrung der Festigkeit der eigenen kryptographischen Handschlüsselverfahren (defensive Kryptologie) und andererseits mit der Erfassung und nach Möglichkeit Entzifferung des feindlichen Nachrichtenverkehrs (offensive Kryptologie).
Zum Ende des Krieges floh er mit dem Rest seiner Gruppe nach Bad Reichenhall, wo er in amerikanische Kriegsgefangenschaft geriet. Aufgrund seines zivilen Rangs wurde er im Lager Moosburg an der Isar interniert, dem früheren „Stalag VII A“ der Wehrmacht, das die Amerikaner zum Civilian Internment Camp Number 5 umfunktioniert hatten. Dort blieb er, wie auch sein früherer Kollege Hans Pietsch (1907–1967), bis zum Juni 1946. Ebenso wie Pietsch und anders als viele ihrer Kollegen wurde er zunächst nicht vom Target Intelligence Committee (TICOM) verhört.
Nach seiner Entlassung arbeitete er eine Zeit lang als Erntehelfer, bevor er im November 1946 eine Anstellung in seinem alten Beruf als Versicherungsmathematiker bei der Allianz Lebensversicherung erhielt. Er lebte nun mit Ehefrau Paula und Tochter Ingrid (* 1943) in Mittelbiberach in der damaligen französischen Besatzungszone.
Erst am 22. Mai 1947 wurde er das erste Mal einem zunächst vorläufigem TICOM-Verhör unterzogen. Am 20. Juni desselben Jahres folgte eine zweite, diesmal ausführliche Befragung. Über seinen weiteren Lebensweg ist nichts bekannt.
Johannes Marquart darf nicht verwechselt werden mit Major Marquardt, einem Offizier der Wehrmacht.